# Michael Hirst
Michael Hirst (Bradford, 21 settembre 1952) è uno sceneggiatore e produttore televisivo britannico, noto per aver scritto i film Elizabeth ed Elizabeth: The Golden Age e le serie televisive I Tudors e Vikings.

## Filmografia

### Sceneggiatore
Cinema
- Wherever You Are..., regia di Krzysztof Zanussi (1988)
- Sul filo dell'inganno (The Deceivers), regia di Nicholas Meyer (1988)
- La casa del destino (Fools of Fortune), regia di Pat O'Connor (1990)
- La ballata del caffè triste (The Ballad of the Sad Cafe), regia di Simon Callow (1991)
- Tentazione di Venere (Meeting Venus), regia di István Szabó (1991)
- Scacco matto (Uncovered), regia di Jim McBride (1994)
- Elizabeth, regia di Shekhar Kapur (1998)
- Elizabeth: The Golden Age, regia di Shekhar Kapur (2007)

Televisione
- Il giovane Casanova - film TV, regia di Giacomo Battiato (2002)
- Have No Fear: The Life of Pope John Paul II - film TV, regia di Jeff Bleckner (2005)
- I Tudors (The Tudors) - serie TV, 38 episodi (2007-2010)
- Vikings - serie TV, 89 episodi (2013-2020)

### Produttore esecutivo
Cinema
- Elizabeth: The Golden Age, regia di Shekhar Kapur (2007)

Televisione
- I Tudors (The Tudors) - serie TV, 38 episodi (2007-2010)
- I Borgia (The Borgias) - serie TV, 5 episodi (2011)
- Camelot - serie TV, 10 episodi (2011)
- Vikings - serie TV, 89 episodi (2013-2020)

### Creatore
Televisione
- I Tudors (The Tudors) - serie TV (2007)
- Camelot - serie TV (2011)
- Vikings - serie TV (2013)
- Billy the Kid - serie TV (2022)